# Národní park Arcipelago Toscano
Národní park Toskánské ostrovy (italsky Parco Nazionale Arcipelago Toscano) je národní park v Itálii, který zahrnuje oblast Toskánských ostrovů. Jedná se o největší mořský park v Evropě. Leží v Tyrhénském moři, západně od pobřeží Toskánska, přibližně mezi městem Livorno a pevninským výběžkem Toskánska Monte Argentario. Zahrnuje 567,7 km² moře a 168,6 km² souše. Byl založen v roce 1989. Skládá se ze sedmi hlavních ostrovů – Elba, Isola del Giglio, Capraia, Montecristo, Pianosa, Giannutri, Gorgona a několika dalších menších ostrůvků a skal.

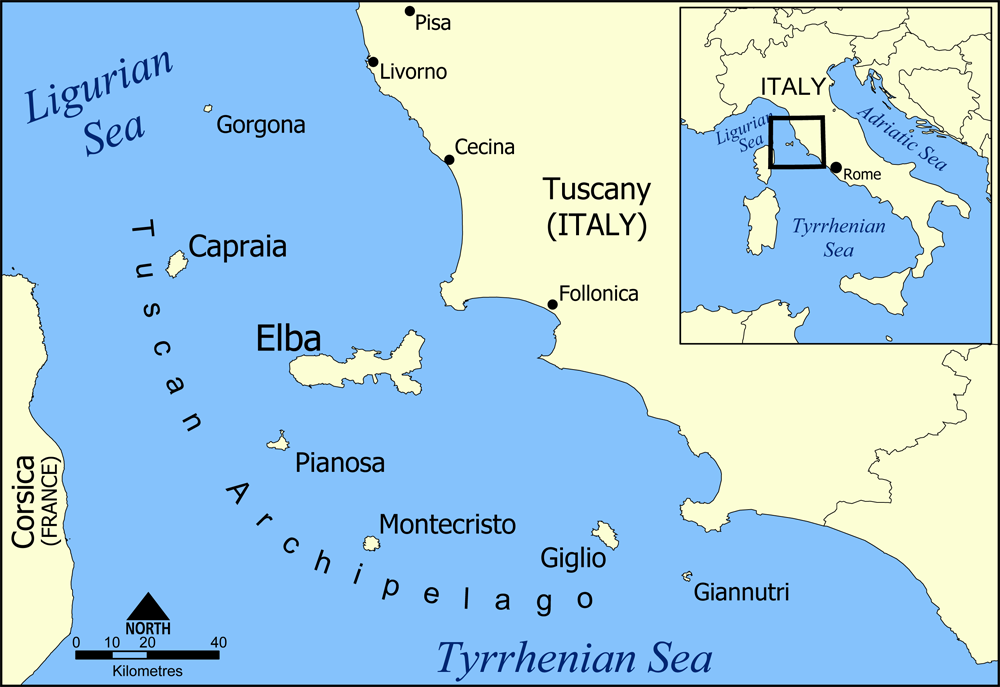
Toskánské ostrovy